# Harry S. Freeman
Harry S. Freeman est un joueur de hockey sur gazon britannique (7 février 1876 – 5 octobre 1968), membre de l’équipe olympique qui remporta la médaille d’or aux Jeux olympiques de Londres en 1908.